# 華人車手列表
以下是全球較知名的華人賽車車手列表，以姓氏的漢語拼音排列。

## C
- 蔡冠明（ 香港）
- 陳意凡（ 中華民國（臺灣））
- 陳凱峰（ 香港）
- 陳學德 Paul Chan（ 香港）
- 陈少权（ 中华人民共和国）
- 陳永紹（ 香港）
- 陳自華（ 香港）
- 陳又男（ 香港）
- 程丛夫（ 中华人民共和国）
- 程飞（ 中华人民共和国）
- 陳俊杉（ 中華民國（臺灣））
- 陳和皇（ 中華民國（臺灣））
- 成奎安（ 香港）
- 張書明（ 中華民國（臺灣））

## D
- 鄧寶蓮（ 香港）
- 鄧秋榮（ 澳門）
- 董荷斌（ 荷蘭 /  中华人民共和国）

## E
- 爾冬陞（ 香港

## F
- 方駿宇（ 加拿大 /  香港）
- 馮國成（ 香港）
- 方中信（ 香港）

## G
- 關兆昌（ 香港）
- 郭海生（ 中华人民共和国）
- 高清涼（ 中華民國（臺灣）)
- 高子隆   ( 中華民國（臺灣）)
- 高清榮（ 中華民國（臺灣）)
- 郭富城（ 香港）

## H
- 韩寒（ 中华人民共和国）
- 何啟聰（ 澳門）
- 何漢強（ 澳門）
- 华庆先（ 中华人民共和国）
- 黃浩民（ 澳門）
- 黃賜祥（ 香港
- 黃桂華（ 香港
- 黃永發 George Ong

## J
- 簡子雄（ 马来西亚）
- 江騰一（ 中华人民共和国）

## K
- 龔懷主（ 中華民國（臺灣））
- 郭國信（ 中華民國（臺灣））

## L
- 雷冠賢（ 香港）
- 李松勝（ 澳門）
- 李萬祺（ 香港）
- 李英健（ 香港）
- 李勇德（ 中華民國（臺灣））
- 梁欣榮（ 澳門）
- 廖建忠（ 澳門）
- 廖宜亨   ( 中華民國（臺灣）)
- 林禮豪（ 香港）
- 林偉鴻（ 香港）
- 林帛亨（ 中華民國（臺灣））
- 林志穎（ 中華民國（臺灣））
- 劉家偉（ 马来西亚）
- 劉烈漢（ 马来西亚）
- 盧家輝（ 香港）
- 盧家駿（ 香港）
- 盧雄彪（ 香港）
- 卢宁军（ 中华人民共和国）
- 陸漢洋（ 香港）
- 陸淦（ 香港）
- 呂米高（ 香港）
- 廖志賢（ 中華民國（臺灣））
- 廖洋（ 中華民國（臺灣））

)

## M
- 麻俊昆（ 中华人民共和国）
- 馬漢華（ 中华人民共和国）
- 馬青驊（ 中华人民共和国）
- 馬清揚（ 香港）
- 苗華斌（ 中華民國（臺灣））
- 毛亦強（ 香港）
- 麥家興（ 香港）

## N
- 聶偉文（ 香港

## O
- 區志雄（ 澳門）
- 歐陽若曦（ 加拿大 /  香港）

## P
- 潘炳烈（ 香港）

## Q
- 錢家樂（ 香港）
- 錢小豪（ 香港）

## S
- 邵雪松（ 中华人民共和国）
- 孫鐵勛（ 澳門）
- 沈佳穎（ 中華民國（臺灣））

## T
- 蔡雨軒（ 中華民國（臺灣））

## W
- 吳海堂（ 香港）
- 吳偉良（ 马来西亚]）
- 文定宇（ 香港）
- 王睿（ 中华人民共和国）

## X
- 蕭建清（ 香港）
- 蕭玉堂（ 香港）
- 熊龍（Alex Yoong， 马来西亚）
- 徐浪（ 中华人民共和国）
- 羨桐春（ 中华人民共和国）

## Y
- 甄卓偉（ 香港）
- 楊全勝（ 香港）
- 楊麻存（ 香港）
- 楊智永（ 马来西亚）
- 葉德利（ 印度尼西亞）
- （Landon Yee， 美国）

## Z
- 曾炳林（ 澳門）
- 詹昌盛（ 香港）
- 詹家圖（ 香港）
- 張國良（ 香港）
- 張煒安（ 香港）
- 張志來（ 澳門）
- 周浩雲（ 香港）
- 鄒世龍（ 香港）
- 左偉翔（ 香港）
- 周勇（ 中华人民共和国）